# O'Reilly Auto Parts 253
O'Reilly Auto Parts 253 var ett stockcarlopp ingående i Nascar Cup Series som kördes 2020 och 2021 på Daytona International Speedway. Loppet ersatte Go Bowling at The Glen på Watkins Glen och tillkom som ett resultat av New York's hårda karantänsregler för tillresta under Covid-19-pandemin.
Bansträckningen var snudd på identisk med den som används vid sportvagnstävlingar som Daytona 24-timmars, med undantaget att ytterligare en chikan hade lagts till för att få ner farten innan bilarna nådde första kurvan.

## Vinnare genom tiderna
| Säsong | Datum       | Nr | Förare           | Team                 | Konstruktör | Distans | Distans       | Tid     | Snitthastighet (mph) | Rapport | ref   |
| Säsong | Datum       | Nr | Förare           | Team                 | Konstruktör | Varv    | Miles (km)    | Tid     | Snitthastighet (mph) | Rapport | ref   |
| ------ | ----------- | -- | ---------------- | -------------------- | ----------- | ------- | ------------- | ------- | -------------------- | ------- | ----- |
| 2020   | 16 augusti  | 9  | Chase Elliott    | Hendrick Motorsports | Chevrolet   | 65      | 234,7 (377,7) | 2:37.30 | 89,390               | Rapport | [ 1 ] |
| 2021   | 21 februari | 20 | Christopher Bell | Joe Gibbs Racing     | Toyota      | 70      | 252,7 (406,7) | 2:59.32 | 84,452               | Rapport | [ 2 ] |